# 46 км (селище)
46 км (рос. 46 км) — селище у складі Юргинського округу Кемеровської області, Росія.

## Населення
Населення — 1 особа (2010; 1 у 2002).
Національний склад (станом на 2002 рік):
- росіяни — 100 %